# Ivačič
Ivačič je priimek v Sloveniji, ki ga je po podatkih Statističnega urada Republike Slovenije na dan 1. januarja 2010 uporabljalo 178 oseb.

## Pomembni nosilci priimka
- Aljaž Ivačič (*1993), nogometaš
- Bor Ivačič, arhitekt
- Ivan Ivačič (1921—1984), kuharski mojster in publicist
- Ivo Ivačič (*1941), novinar Večera
- Janez Ivačič, vokalist
- Samo Ivačič, glasbenik, aranžer
- Vladimir Ivačič (*1936), slovenski šahovski prvak